# Коробка, Ольга Васильевна
О́льга Васильевна Коро́бка (род. 7 декабря 1985, Бобровица, Черниговская область) — украинская тяжелоатлетка. Заслуженный мастер спорта Украины. Кавалер Ордена княгини Ольги III степени.
Наставник — заслуженный тренер Украины, главный тренер национальной сборной по тяжёлой атлетике Василий Кулак.

## Биография
Родилась в семье охранника и домохозяйки. Сложением удалась в своего деда, вес был при рождении — 4,1 кг. Училась в обычной школе в Бобровице, в школьном подвале с третьего класса начала заниматься тяжёлой атлетикой. Обучается во Львовском аграрном университете.
В феврале 2012 года была дисквалифицирована на четыре года за употребление допинга.
27 октября 2016 года Международный олимпийский комитет сообщил о том, Ольга Коробка лишена серебряной медали, завоёванной на соревнованиях по тяжёлой атлетике на летних Олимпийских играх 2008 года в Пекине (Китай), по причине применения допинга.

## Достижения
В апреле 2007 в Страсбурге на чемпионате Европы установила новый континентальный рекорд в рывке — 133 кг. Тогда суммарно Ольга подняла 293 кг, и 160 кг из них — в толчке.
Двукратная абсолютная — в отдельных видах и в двоеборье — чемпионка Европы (2006, 2007). Рекордсменка Европы в толчке (164 кг). Бронзовый призёр чемпионата мира в двоеборье и в отдельных упражнениях (2006).
На пекинской Олимпиаде 2008 года принесла сборной команде Украины серебряную медаль (277 кг: рывок — 124 кг, толчок — 153 кг).
 Чемпионат Европы по тяжёлой атлетике 2008, +75 kg
 Чемпионат мира по тяжёлой атлетике 2007, +75 kg
 Чемпионат Европы по тяжёлой атлетике 2007, +75 kg
 Чемпионат мира по тяжёлой атлетике 2006, +75 kg
 Чемпионат Европы по тяжёлой атлетике 2006, +75 kg
 Чемпионат мира по тяжёлой атлетике 2009, +75 kg

## Семья
20 сентября 2016 года родила сына.